# Liste d'entreprises ferroviaires allemandes
La liste d'entreprises ferroviaires allemandes est une liste non exhaustive d'entreprises ferroviaires allemandes qui gèrent des réseaux secondaires, généralement de faible longueur, et de nouvelles entreprises créées depuis l'ouverture du réseau principal à la concurrence mais qui ne possèdent aucune ligne en propre.

## Liste alphabétique
- Ahaus Alstätter Eisenbahn GmbH (AAE)
- AHG Handel & Logistik GmbH (AHG)
- Albtal-Verkehrs-Gesellschaft mbH (AVG)
- Allgäu Express (ALEX)
- Altona-Kaltenkirchen-Neumünster Eisenbahn AG (AKN)
- Angeln Bahn GmbH (AB)
- Anhaltische Bahn Gesellschaft mbH (ABG)
- Ankum-Bersenbrücker Eisenbahn (ABE)
- Aschaffenburger Hafenbahn (AH)
- Augsburger Localbahn GmbH (AL)
- Badische Anilin und Soda-Fabrik AG (BASF)
- Bahn und Hafenbetriebe der Ruhrkohle AG GmbH (RAG)
- Bahnbetriebsgesellschaft Stauden mbH (BBG)
- Bahnen der Stadt Monheim GmbH (BSM)
- Bahngesellschaft Waldhof AG/Rhenus-Rail (BGW)
- Bayerische Ludwigseisenbahn
- Bayerische Oberlandbahn GmbH (BayOB)
- Bayerische Zugspitzbahn AG (BZB)
- Bayern Cargo Bahn (BCB)
- Bentheimer Eisenbahn AG (BE)
- Bocholter Eisenbahn-Gesellschaft (BEG)
- Bodensee-Oberschwaben-Bahn GmbH (BOB)
- Borkumer Kleinbahn und Dampfschiffahrt GmbH (BKD)
- Breisgau-S-Bahn-Gesellschaft (BSB)
- Bremen-Thedinghauser Eisenbahn GmbH (BTE)
- Bremische Hafeneisenbahn
- Brohltal Schmalspur-Eisenbahn Betriebs-GmbH (BSEG)
- Burgenlandbahn GmbH (BLB)
- Busverkehr Ober- und Westerzgebirge Bahn GmbH (BVO)
- Butzbach-Licher Eisenbahn AG (BLE)
- Captrain Deutschland
- Cargo Rail GmbH (CRG)
- Chemion Logistik GmbH  Bahnbetriebe (CLG)
- Chiemseebahn (CBC)
- City Bahn Chemnitz GmbH
- ConTrain - ConTrain GmbH
- Delmenhorst-Harpstedter Eisenbahn GmbH (DHE)
- Deutsche Bahn AG (Die Bahn) (DBAG)
- Deutsche Regional Eisenbahn GmbH (DRE)
- Döllnitzbahn GmbH (DBG)
- Dortmunder Eisenbahn GmbH (DE)
- Dortmund-Märkische Eisenbahn (DME)
- Drachenfelsbahn - Bergbahnen im Siebengebirge AG
- Duisport Rail (DPR)
- Eifelquerbahn[1]
- Eisenbahn und Häfen GmbH EH
- Eisenbahnbetriebe Mittlerer Neckar GmbH (EMN)
- Eisenbahnen und Verkehrsbetriebe Elbe-Weser GmbH (EVB)
- EKO Transportgesellschaft mbH (EKO TRANS)
- Emsländische Eisenbahn GmbH (EEB)
- Erfurter Industriebahn GmbH (EIB)
- Erzgebirgsbahn (EGB)  (groupe DBAG)
- EuroLux Cargo (ELC)
- EuroThurbo GmbH (THURBO)
- Frankfurt-Königsteiner Eisenbahn AG (FKE)
- Freiberger Eisenbahngesellschaft mbH (FEG)
- Georgsmarienhütten-Eisenbahn und Transport GmbH (GET)
- Georgs-Verkehrs-GmbH (GVG)
- Hafen Frankfurt Management Gesellschaft mbH (HFM)
- Häfen und Güterverkehr Köln AG (HGK)
- Harzer Schmalspurbahnen (HSB)
- Heavy Haul Power International (HHPI)
- Hellertalbahn GmbH (HTB)
- Hessische Landesbahn GmbH (HLB)
- Hochwaldbahn Gruppe[2]
- Hohenzollerische Landesbahn AG (HzL)
- Hörseltalbahn GmbH (HTB)
- Hupac Deutschland GmbH  (filiale de Hupac -Suisse)
- Ilmebahn GmbH (Ilm)
- Industriebahn-Gesellschaft Berlin (IGB)
- InfraLeuna Infrastruktur und Service GmbH (ILIS)
- Inselbahn Langeoog (IL)
- ITB Industrietransportgesellschaft mbH (ITB)
- Kahlgrund-Verkehrs-GmbH (KVG)
- Kassel-Naumburger Eisenbahn AG (KNE)
- Kreisbahn Mansfelder Land GmbH (KML)
- Kurhessenbahn (KHB)  (groupe DBAG)
- Lausitz-Bahn (LB)
- LHG Service-Gesellschaft mbH (SG)
- Märkische Eisenbahngesellschaft GmbH (MEG)
- Mecklenburg Bahn GmbH (MeBa)
- Mecklenburgische Bäderbahn Molli GmbH&Co. (MBB)
- Metronom Eisenbahngesellschaft mbB (ME)
- Metropolitan Train Express GmbH (MET)
- Mindener Kreisbahnen GmbH (MKB)
- Mitteldeutsche Eisenbahn Gesellschaft (MEG)
- Mondaubahn[3]
- Moselbahn GmbH (MB)
- Motoren Fabrik Oberursel
- Neckar-Schwarzwald-Alb Eisenbahnverkehrsgesellschaft mbH (NESA)
- NEG Niebüll mbH (ex NVAG) (NEG)
- Neukölln-Mittenwalder Eisenbahn-Gesellschaft AG (NME)
- Neusser Eisenbahn (NE)
- Niederbarnimer Eisenbahn (NEB)
- Niederbarnimer Eisenbahn (NEB)
- Niederrheinische Verkehrsbetriebe AG NIAG)
- Nordbahn Eisenbahngesellschaft mbH (NBE)
- Norddeutsche Eisenbahn-Gesellschaft mbH (NEG)
- Nord-Ostsee-Bahn (NOB)
- NordseeBahn (NB)
- NordWestBahn (NWB)
- NordWestCargo (NWC)
- Oberpfalzbahn (OPB)
- Oberrheinische Eisenbahngesellschaft AG (OEG)
- Oberweißbacher Berg-und Schwarzatalbahn (OBS) (groupe DBAG)
- Oleftalbahn[4]
- Ortenau-S-Bahn (OSB)
- Ostdeutsche Eisenbahn GmbH (ODEG)
- Osthannoversche Eisenbahnen AG (OHE)
- Osthavelländische Eisenbahn Berlin-Spandau AG (OHE-Sp)
- Ostmeckenburgische Eisenbahn Gesellschaft (OME)
- Prignitzer Eisenbahn-Gesellschaft (PEG)[5]
- Rail Cargo Berlin (RCB)
- Rail4Captrain Eisenbahnverkehrschaft mbH (R4C)
- Regental Bahnbetriebe GmbH (Länderbahn) (RBG
- Regiobahn Bitterfeld GmbH (RBB)
- Regio-Bahn GmbH (Groupe DBAG)
- Regionalverkehr Münsterland GmbH (RVM)
- Regionalverkehr Ruhr-Lippe GmbH (RLG)
- Rhein-Haardtbahn GmbH (RHB -
- Rhein-Sieg Verkehrsgesellschaft mbH (RSVG)
- Rhenus Keolis GmbH & Co. KG Eurobahn
- Rinteln-Stadthagener Verkehrs GmbH (RStV)
- Röbel/Müritz Eisenbahn GmbH (RME)
- RP Eisenbahn GmbH (RPE)
- RSE Cargo GmbH (RSE)
- Rügensche Kleinbahn GmbH & Co. (RüKB
- Rurtalbahn GmbH & Co. KG (RATH)[6]
- Saarbahn GmbH[7]
- Sächsisch-Böhmische Eisenbahn (SBE)
- Sächsisch-Oberlausitzer Eisenbahngesellschaft mbH (SOEG)
- S-Bahn Berlin GmbH
- S-Bahn Hamburg GmbH (SHG)
- SBB Cargo GmbH
- SBB Deutschland GmbH
- Schleswig-Holstein-Bahn GmbH (SHB)
- Seehafen Kiel GmbH & Co. KG (SKi)
- Siegener Kreisbahn GmbH (SK)
- Städtische Eisenbahn Krefeld (SE)
- Städtische Werke Krefeld AG (SWK)
- Stahlwerk Thüringen GmbH (SWT)
- Strausberger Eisenbahn GmbH (STE)
- Südostbayernbahn (SOB)  (Groupe DBAG)
- Süd-Thüringen Bahn (STB)
- Südwestdeutsche Verkehrs AG (SWEG)
- Teutoburger Wald-Eisenbahn Gesellschaft (TWE)
- Deutsche Regionalbahn GmbH (TDR)[8]
- TX Logistik
- Usedomer Bäder-Bahn (UBB)
- Vectus Verkehrsgesellschaft
- Verden-Walsroder Eisenbahn GmbH (VWE)
- Verkehrsbetriebe Extertal GmbH (Extertalbahn) (VBE)
- Verkehrsbetriebe Grafschaft Hoya GmbH (VGH)
- Verkehrsbetriebe Karlsruhe GmbH (VBK)
- Verkehrsbetriebe Kreis Plön GmbH (VKP)
- Verkehrsbetriebe Peine-Salzgitter GmbH (VPS)
- Verkehrsgesellschaft Landkreis Osnabrück GmbH (VLO)
- Vogtlandbahn - Regionalverkehr Vogtland GmbH
- Vorwohle-Emmerthaler Verkehrsbetriebe GmbH (VEV)
- Vulkan-Eifel-Bahn Betriebsgeselllschaft mbH (VEB)
- Wanne-Herner Eisenbahn und Hafen GmbH (WHE)
- Wendelsteinbahn GmbH
- Werne-Bockum-Höveler Eisenbahn (WerBH)
- Westerwaldbahn GmbH (WEBA)
- Westfälische Landeseisenbahn GmbH (WLE)
- Württembergische Eisenbahngesellschaft (WEG)